# Dorcathispa
Dorcathispa is een geslacht van kevers uit de familie bladkevers (Chrysomelidae).
De wetenschappelijke naam van het geslacht werd in 1901 gepubliceerd door Julius Weise.

## Soorten
- Dorcathispa alternata (Weise, 1900)
- Dorcathispa bellicosa (Guérin-Menéville, 1841)
- Dorcathispa extrema (Péringuay, 1898)